# Kenneth Dale Cockrell
Kenneth Dale Cockrell (Austin, Texas, 1950. április 9. –) amerikai űrhajós.

## Életpálya
1972-ben az University of Texas (Austin) keretében gépészmérnöki diplomát kapott. 1974-ben az University of West Florida keretében megvédte mérnöki diplomáját. 1975–1978 között az USS Midway repülőgép-hordozó fedélzetén teljesített szolgálatot. Tesztpilóta-kiképzésben részesült. 1987-ben leszerelt és a Johnson Space Center (JSC)  repülőgép-üzemeltetési osztály kutatópilótája.
1990. január 17-től a Lyndon B. Johnson Űrközpontban részesült űrhajóskiképzésben. Az Űrhajózási Iroda megbízásából a Space Shuttle technikai képességeinek biztosításáért volt felelős. A NASA megbízásából egy évet Moszkvában volt műveleti igazgató. 1997–1998 között az Űrhajózási Iroda  igazgatóhelyettese. Öt űrszolgálata alatt összesen 64 napot, 12 órát és 25 percet (1548 óra) töltött a világűrben. Űrhajós pályafutását 2006 februárjában fejezte be, a WB- 57 High Altitude Research Program Manager. A T–37 Tweet repülőgépen az űrhajósok oktatásával foglalkozik.

## Űrrepülések
- STS–56, a Discovery űrrepülőgép 16. repülésének küldetésfelelőse. A legénység az ATLAS–2 autonóm obszervatórium telepítésével és a SPARTAN–201 laboratórium kihelyezésével/visszanyerésével segítette a kutatómunka eredményességét. Első űrszolgálata alatt összesen 9 napot, 6 órát és 8 percet (222 óra) töltött a világűrben. 6 202 407 kilométert (3 853 997 mérföldet) repült, 148 kerülte meg a Földet.
- STS–69, a Endeavour űrrepülőgép 9. repülésének pilótája. A legénység pályairányba helyezte a Spartan 201 műholdat, valamint a Wake Shield Facility (WSF) űreszközt, amit később visszanyertek. Második űrszolgálata alatt összesen 10 napot, 20 órát és 10 percet (160 óra) töltött a világűrben. Egy 6 órás űrsétát (kutatás, szerelés) végzett, szerelési munkák közben tesztelte a módosított szkafander használhatóságát. 7 200 000 kilométert (4 500 000 mérföldet) repült, 171 kerülte meg a Földet.
- STS–80, a Columbia űrrepülőgép 21. repülésén küldetés parancsnoka. A legénység telepített, később visszanyerte  a Wake Shield Facility (WSF) űreszközt. Ez volt a leghosszabb űrrepülés, de technikai okok miatt nem tudták végrehajtani a legfőbb műveleteket (műhold pályára állítása), a tervezett Nemzetközi Űrállomás (ISS) építésének egyik tervezett lépése lett volna. Harmadik űrszolgálata alatt összesen 17 napot, 15 órát 53 percet és 18 másodpercet töltött a világűrben. 10,9 millió kilométert tett meg, 279 alkalommal kerülte meg a Földet.
- STS–98, a Atlantis űrrepülőgép 23. repülésének parancsnoka. A Nemzetközi Űrállomásre szállították az amerikai Destiny laboratóriumot. Negyedik űrszolgálata alatt összesen 12 napot, 21 órát és 21 percet (309 óra) töltött a világűrben. 8 500 000 kilométert (5 300 000 mérföldet) repült, 171 alkalommal kerülte meg a Földet.
- STS–111, a Endeavour űrrepülőgép 18. repülésének parancsnoka. A második űrrepülő küldetés az ISS állomásra új robotkart szállított, amit a legénység űrséta alkalmával felszerelt. Ötödik űrszolgálata alatt összesen 13 napot, 20 órát és 35 percet (332 óra) töltött a világűrben. 9 300 000 kilométert (5 800 000 mérföldet) repült.